# Krzyż relikwiarzowy

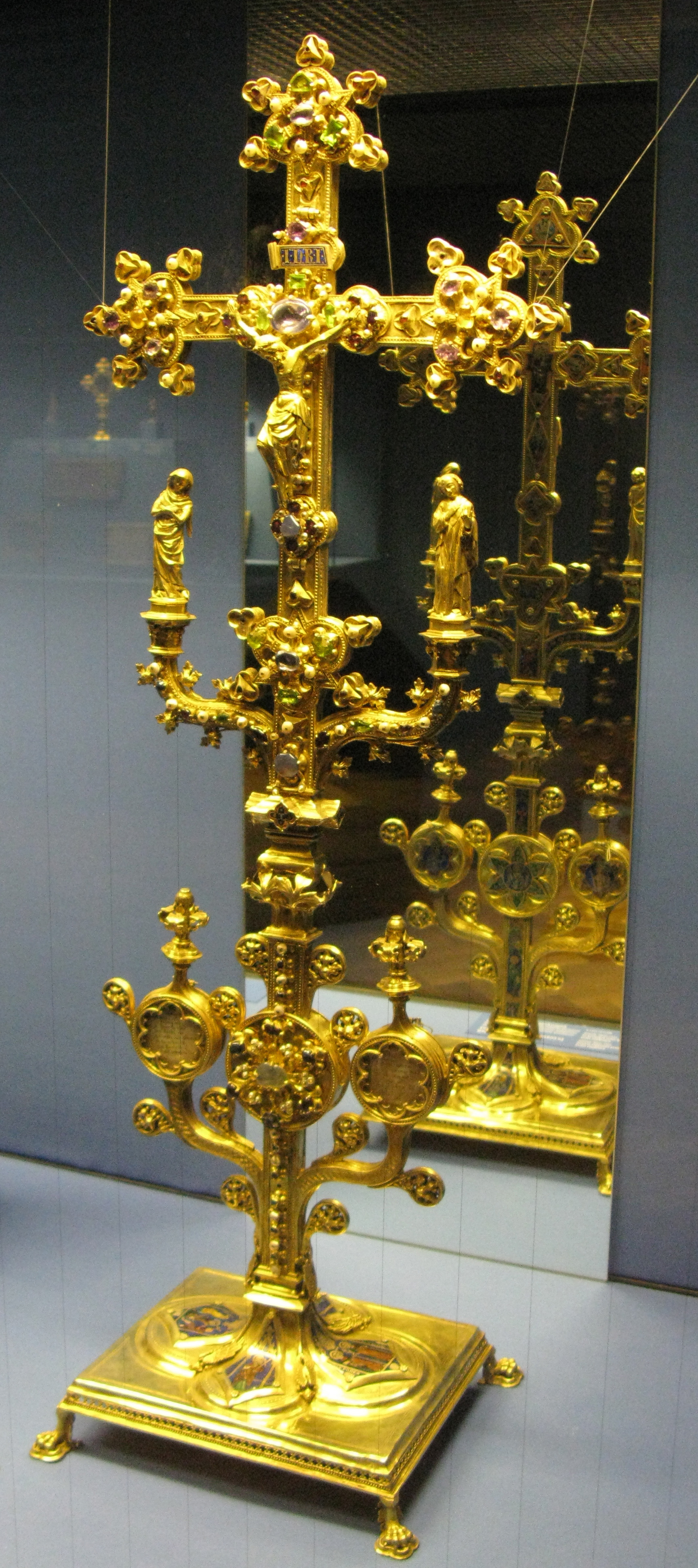
Krzyż z opactwa w Liebenau, zw. starszy, ok. 1346 r. ob. Augustinermuseum we Fryburgu Bryzgowijskim

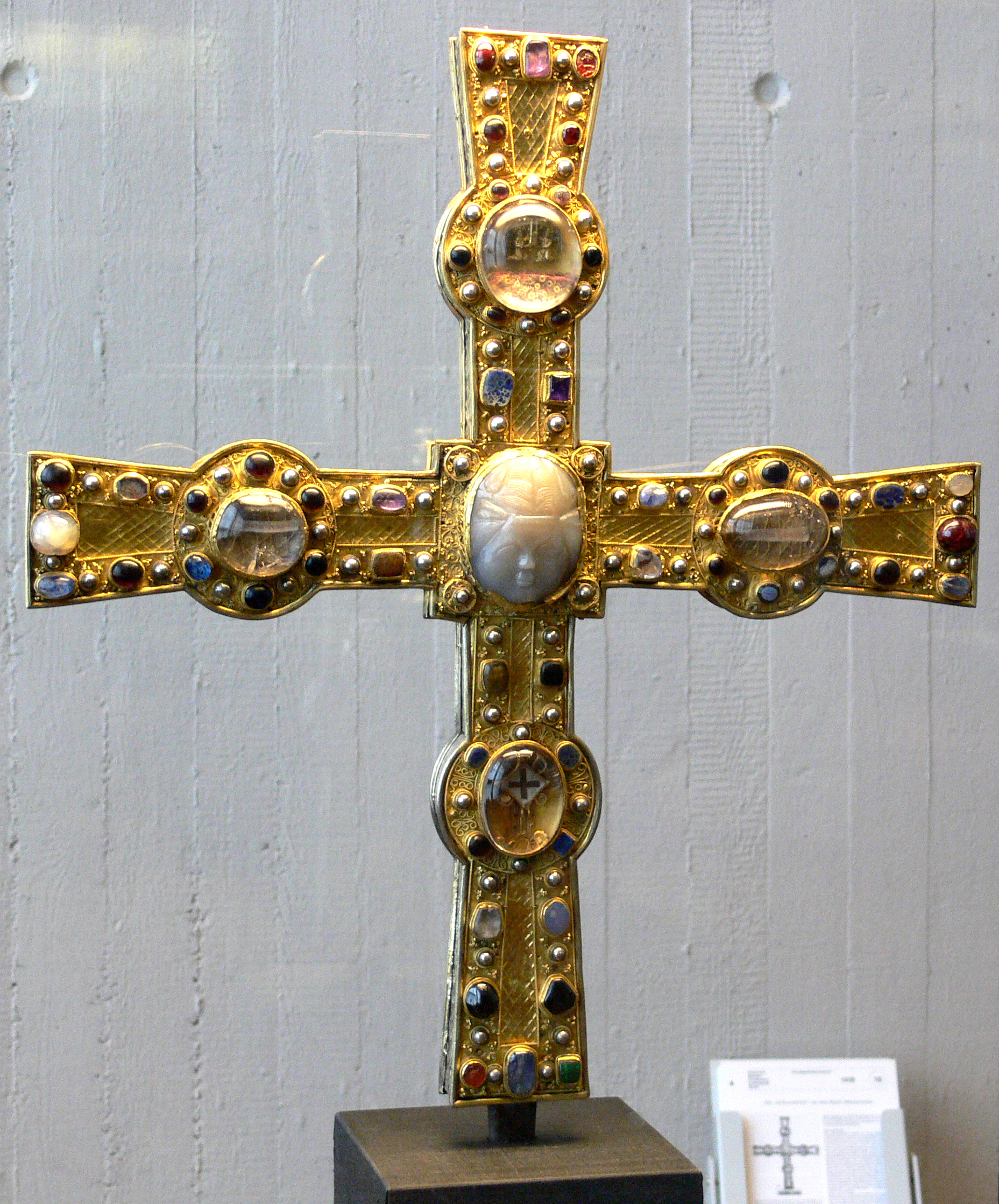
Krzyż Henryka II, ok. poł XI w. Pierwotnie skarbiec katedry w Bazylei, obecnie Kunstgewerbemuseum w Berlinie.

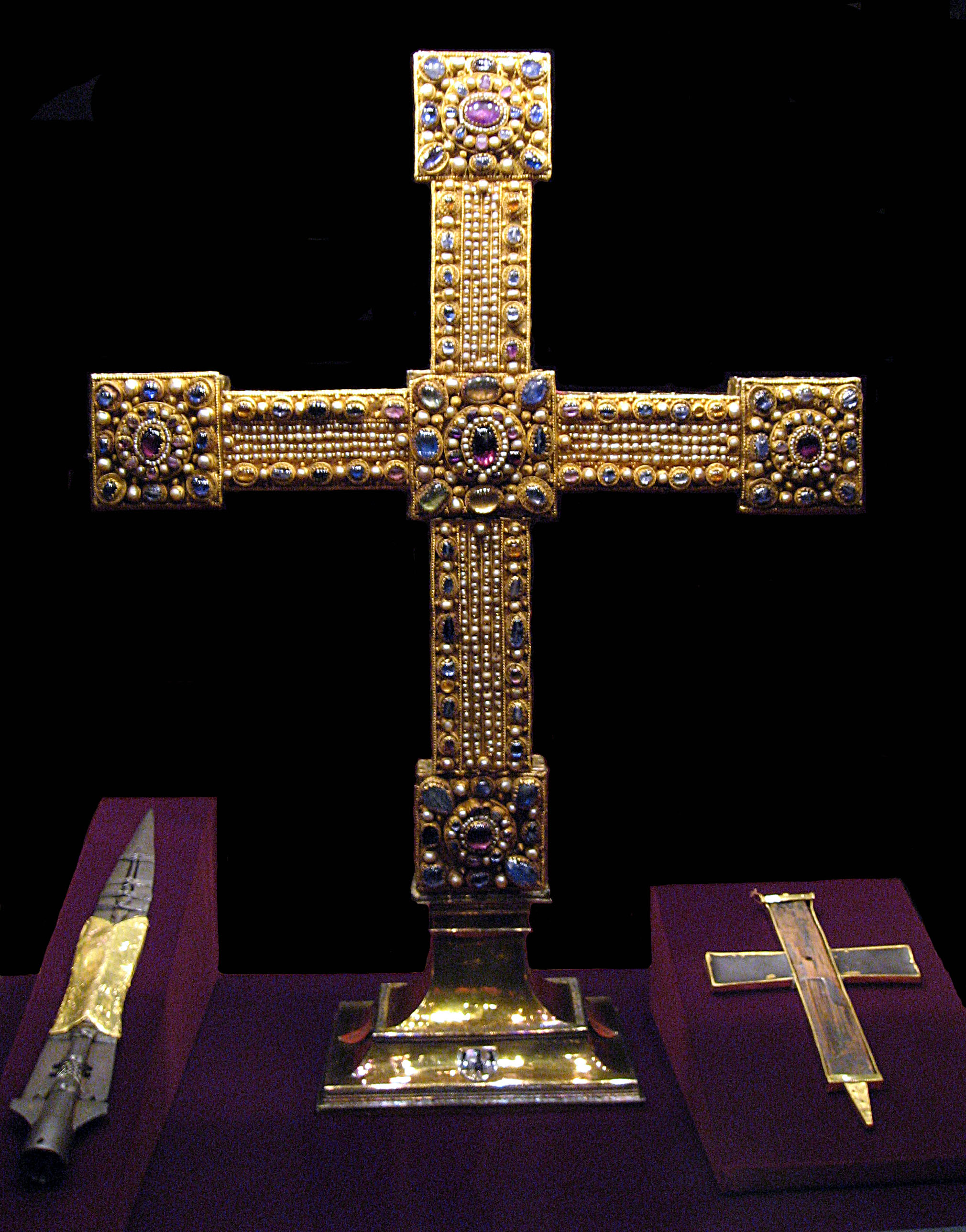
Krzyż Rzeszy, ok. 1030 r. Stopa z 1362 r. (z herbami Rzeszy i Czech – znak fundacji Karola IV Luksemburskiego). Po bokach relikwiarz Włóczni oraz Ligmum Vitae

Krzyż relikwiarzowy – relikwiarz w formie krzyża, mieszczący wewnątrz relikwie bezpośrednio związane z męką i ukrzyżowaniem Jezusa Chrystusa.

## Geneza i ewolucja krzyży relikwiarzowych
Historia kultu relikwii sięga późnego antyku, kiedy to wedle tradycji święta Helena, matka cesarza Konstantyna Wielkiego, podczas pielgrzymki do Jerozolimy w latach 326–328 pozyskiwała liczne relikwie, w tym Drzewa Pańskiego. Zdaniem św. Ambrożego z Mediolanu i św. Jana Chryzostoma, zidentyfikowanie Krzyża było możliwe jedynie dzięki titulusowi wymieniającemu imię Pierwszego Męczennika. Inna wersja głosi, że to w objawieniu dowiedziała się, który krzyż jest prawdziwy. Św. Helena podzieliła krzyż Chrystusa na trzy części, aby ofiarować je głównym ówczesnym ośrodkom chrześcijaństwa: Jerozolimie, Rzymowi i Konstantynopolowi.
Kolejną cezurą było ustanowienie święta Podwyższenia Krzyża Świętego, co było pokłosiem walk Bizancjum z Persami, kiedy wpierw relikwię stracono, a następnie odzyskano dzięki Herakliuszowi. Z czasem krzyż podzielono na wiele drobnych partykuł, które były ofiarowywane kościołom, klasztorom czy ważniejszym osobom, głównie władcom.
W średniowieczu nasilił się kult relikwii Krzyża Pańskiego. Pozyskanie partykuł, nawet najmniejszych (np. drzazg), przynosiło znaczące konsekwencje, także ze względu na prestiż. Lignum vitae uchodziło za relikwię najwyższej rangi w hierarchii poszczególnych relikwii wraz z innymi arma Christi: koroną cierniową, włócznią, perizonium, tuniką, gwoździami, gąbką z octem, tablicą z titulusem, Veraicon chustą św. Weroniki, rzemieniami z biczowania itp.
Na terenie Bizancjum krzyże relikwiarzowe lub bezpośrednio relikwie umieszczano w staurotekach, a także w enkolpionach. Natomiast na terenie Italii narodziła się tradycja przechowywania relikwii w relikwiarzach w kształcie krzyża, która rozprzestrzeniła się na terenie Europy Łacińskiej. Olbrzymia część tego typu relikwiarzy była fundacjami władców (zarówno duchownych, jak świeckich), którzy następnie ofiarowywali je wybranym ośrodkom kultu religijnego. Stąd też większość krzyży relikwiarzowych powiązana jest z imionami fundatorów, co jest uwzględniane w dawnych źródłach, np. w inwentarzach skarbców kościelnych. Jako formę relikwiarza preferowano krzyż łaciński, choć znane są także w inne, np. krzyża greckiego, krzyża patriarchalnego, albo formy nawiązujące do gałęzi drzewa: uproszczonych (krzyż widlasty), jak i bardziej skomplikowanych. Oprócz ostentacji relikwii ważną rolę odgrywały wizerunki ukrzyżowanego Chrystusa, niekiedy w asyście Marii i św. Jana Ewangelisty (usytuowanych na osobnych ramionach flankujących krzyż, wydzielonych z trzonu) oraz aniołów. Kluczowe znaczenie miały krzyże nawiązujące do cruces gemmatae, których symbolika odnosi się do triumfalnego wymiaru Zbawienia. Przymiotami wielu krzyży oprócz relikwii był materiał – drewno obite szczerozłotą blachą, która zdobiona była kamieniami szlachetnymi, emaliami czy gemmami. Często krzyże wykonywano ze srebra, najczęściej pozłacanego oraz kryształu górskiego. Funkcja i rola krzyży relikwiarzowych była bardzo zróżnicowana. Niektóre były przeznaczone do wystawiania na ołtarz podczas szczególnych nabożeństw (zwłaszcza Triduum Paschalne), lub obrzędów (np. koronacji władcy), inne pełniły rolę m.in. pacyfikałów, krzyży procesyjnych, czy też pontyfikaliów (głównie pektorałów).

## Przykłady
Do najstarszych zachowanych przykładów należy krzyż daru cesarza Justyna II (VI lub VII w.) dla bazyliki św. Piotra na Watykanie. Wielki relikwiarz w formie krzyża greckiego (3 ćwierć VIII w.) ofiarował król Longobardów Dezyderiusz. Skarbiec katedralny w Oviedo (Cámara_Santa) otrzymał dwa złote krzyże relikwiarzowe daru królów Asturii: Alfonsa II Cnotliwego (krzyż Aniołów, 808 r.) Alfonsa III Wielkiego (krzyż Zwycięstwa,  908 r.). Z Liudolfingami wiązanych jest kilka znaczących relikwiarzy m.in. dla opactwa w Essen (krzyż Ottona i Matyldy, Krzyż Matyldy, tzw. krzyż z wielkimi emaliami, krzyż Teofano, datowane na przełom X i XI oraz początek XI stulecia), kolegiaty w Akwizgranie (Krzyż Lotara, ok. 1000 r.) czy katedry w Bazylei (krzyż Henryka II, pocz. XI w.). Przedstawiciel dynastii salickiej Konrad II, około 1030 r. ofiarował skarbcowi cesarskiemu złoty krzyż, który prócz dużych fragmentów Drzewa Pańskiego mieści relikwię włóczni. Kilka krzyży relikwiarzowych znajdowało się w skarbcu opactwa Saint-Denis, miejsca grzebalnego królów Francji, z których wyróżniał się krzyż daru Filipa II Augusta.
Fundacje krzyży relikwiarzowych powszechne były w dobie gotyku. Cennym dziełem jest krzyż ofiarowany przez króla Czech, Przemysła Ottokara II, obecnie w skarbcu katedry w Ratyzbonie. Z Karolem IV Luksemburskim wiązane są dwa zachowane krzyże: z relikwią fragmentu perizonium daru Urbana V oraz krzyż koronacyjny królów czeskich (ok. 1357 r.). Ten ostatni znalazł swoje odzwierciedlenie w ikonografii, na malowidłach ściennych w zamku w Karlštejnie, gdzie została przedstawiona historia pozyskania wybranych relikwii przez Karola IV i uroczystego włożenia ich do krzyża, który w obecnym stanie zawiera wewnątrz wielki zespół relikwii: prócz partykuł lignum Domini m.in. dwa ciernie, fragment gwoździa, fragment rzemienia z biczowania, fragment gąbki nasączonej octem. Arcyksiążę Austrii Rudolf IV Założyciel ofiarował w 1362 r. krzyż klasztorowi Benedyktynów w Melku. Katedra w węgierskim Ostrzyhomiu otrzymała dwa krzyże, tzw. koronacyjny oraz tzw. Krzyż Macieja Korwina (nazwę zawdzięcza rozbudowanej renesansowej podstawie fundacji tegoż monarchy pod starszy krzyż wykonany w Paryżu około 1405 roku).
Król Kazimierz III Wielki sprawił kilka krzyży, których relikwie sprowadził m.in. z Rusi Halickiej. Żadne z tych dzieł nie wytrzymało próby czasu, z wyjątkiem wtórnie oprawionej relikwii znajdującej się dziś w skarbcu katedry Notre-Dame w Paryżu. Najcenniejszy relikwiarz otrzymała katedra wawelska, o którym wspomina Kronika Janka z Czarnkowa. Wiadomo, że podniszczony kazimierzowski krzyż został w latach 1523-1525 wykonany od nowa jako fundacja Zygmunta I Starego. Chociaż przybrał on nieco inny kształt, nawiązywał do starszego relikwiarza daru ostatniego Piasta (powtórzenie wybranych form, użycie tych samych kamieni szlachetnych i złota, odwołanie do pierwotnej fundacji w treści inskrypcji). W inwentarzach skarbca katedralnego był zawsze wymieniany na pierwszym miejscu. Inne krzyże ofiarowali katedrze biskupi m.in. Fryderyk Jagiellończyk (krzyż wawelski nie zachował się, natomiast inne dwa krzyże relikwiarzowe Fryderyk Jagiellończyk ofiarował katedrze gnieźnieńskiej; oba prezentowane są w pobliskim Muzeum Archidiecezjalnym). W okresie panowania Kazimierza Jagiellończyka i urzędu biskupa Jana Rzeszowskiego, dwie złote korony zostały przekształcone na krzyż, który zachował się do dziś. Ze zbiorów Hallesches Heiltum pochodzi krzyż daru Kazimierza Hohenzollerna dla arcybiskupa Albrechta Brandenburskiego. Z imionami fundatorów znane są także krzyże innych kościelnych hierarchów (m.in. św. Bernwarda, ok. 1000 r.), królowych (m.in. krzyż Gizeli).

## Galeria

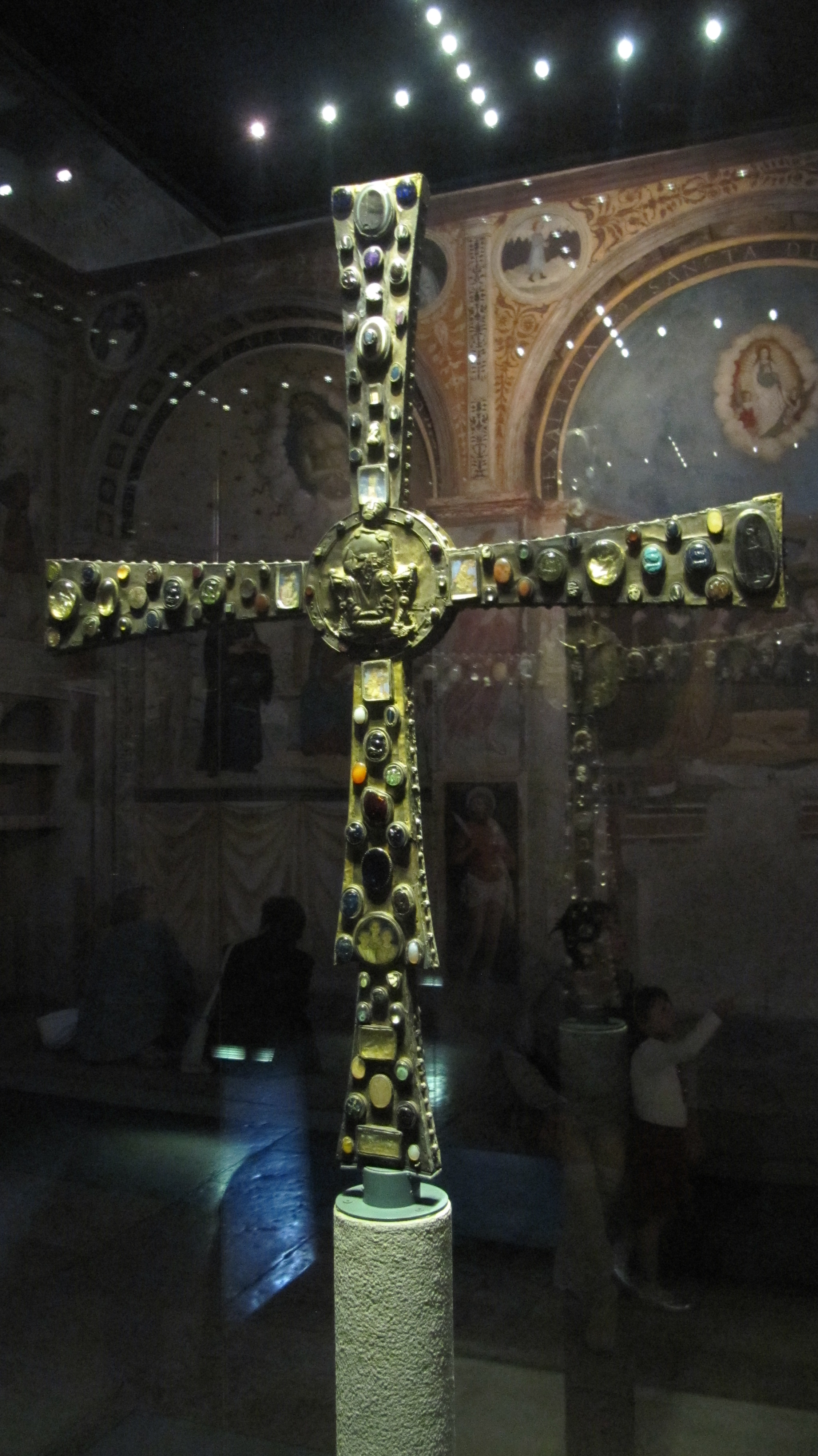
Krzyż Dezyderiusza (3 ćwierć VIII w.)
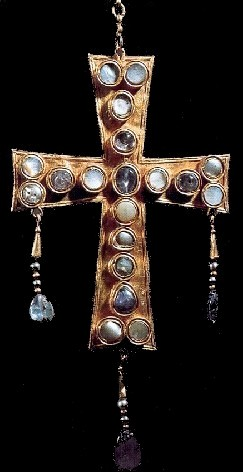
Wizygocki krzyż korony wotywnej ze Skarbu z Guarrazar
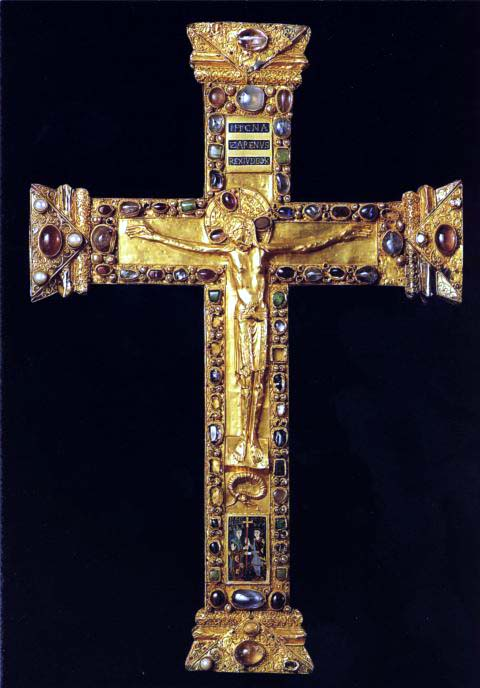
Krzyż Ottona i Matyldy, 973-982 r.
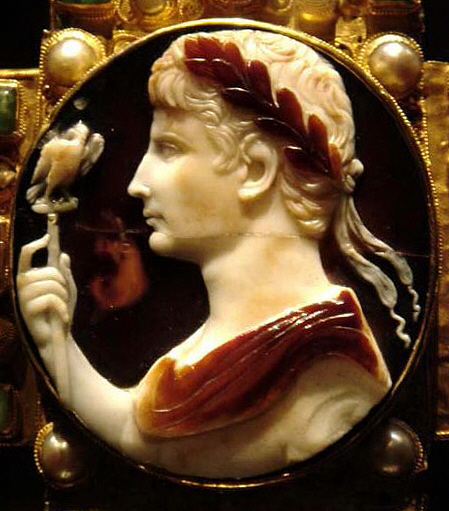
Krzyż Lotara, ok. 1000 r. (kamea, z pocz. I w. n.e. z wizerunkiem cesarza Oktawiana Augusta)
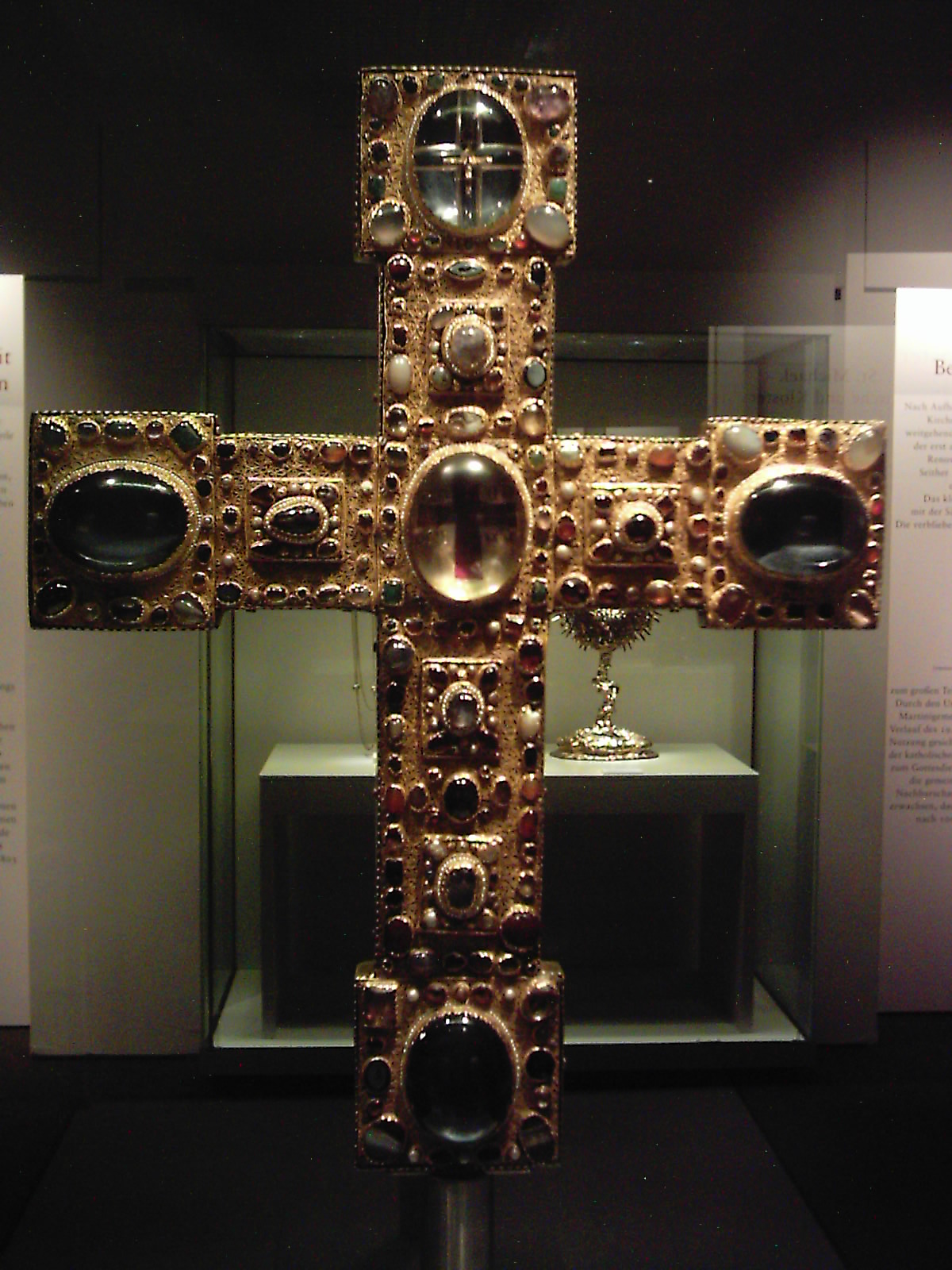
Krzyż św. Bernwarda. ok. 1000 r.
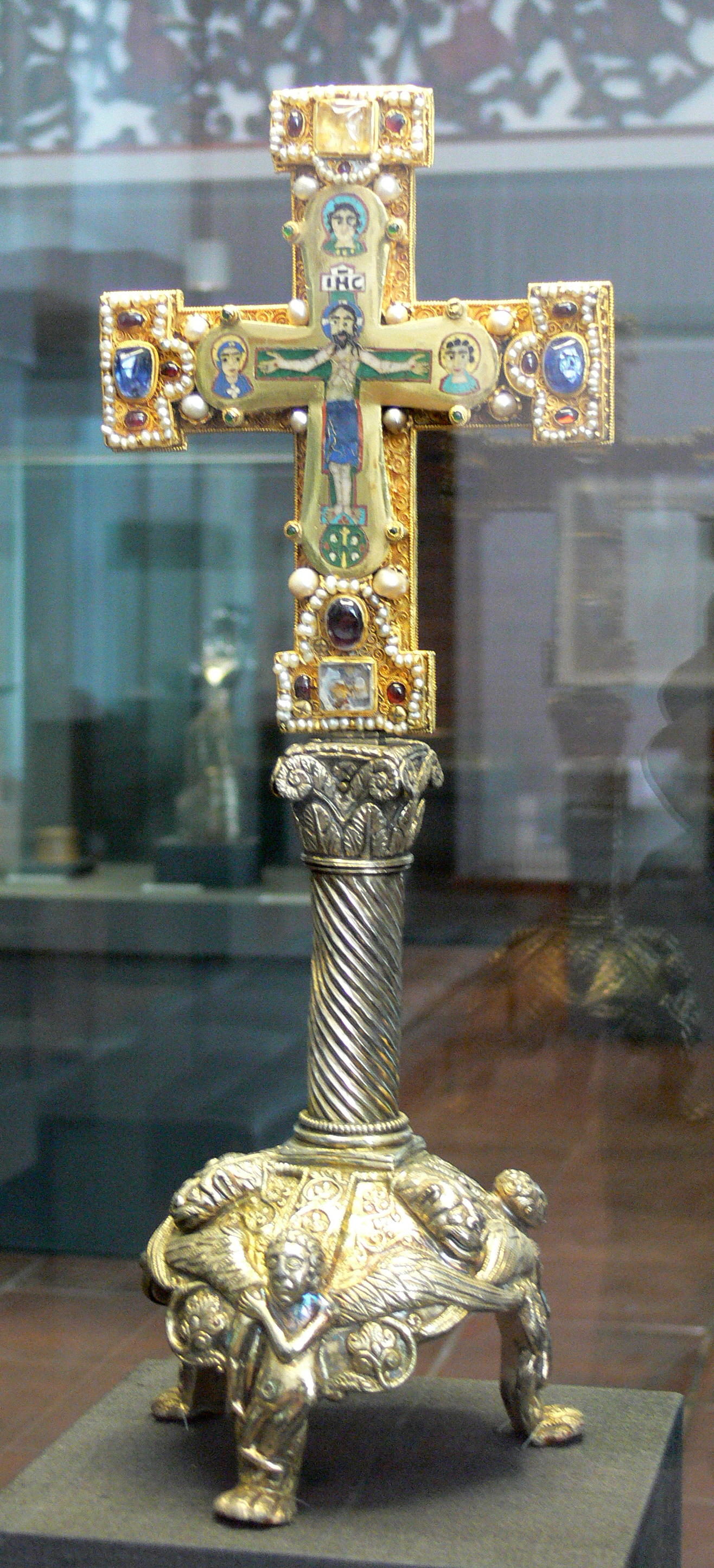
Krzyż emaliowany ze skarbca Welfów, ok. połowy XI w.
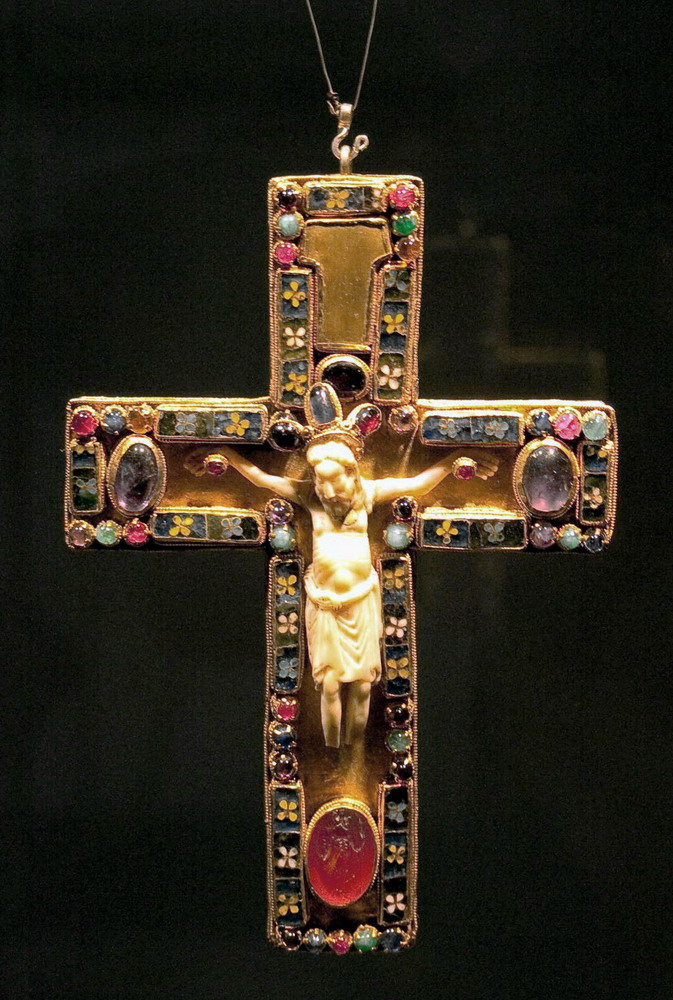
Tzw. Krzyż św. Serwacego – pektorał z X wieku, w skarbcu bazyliki Św. Serwacego w Maastricht
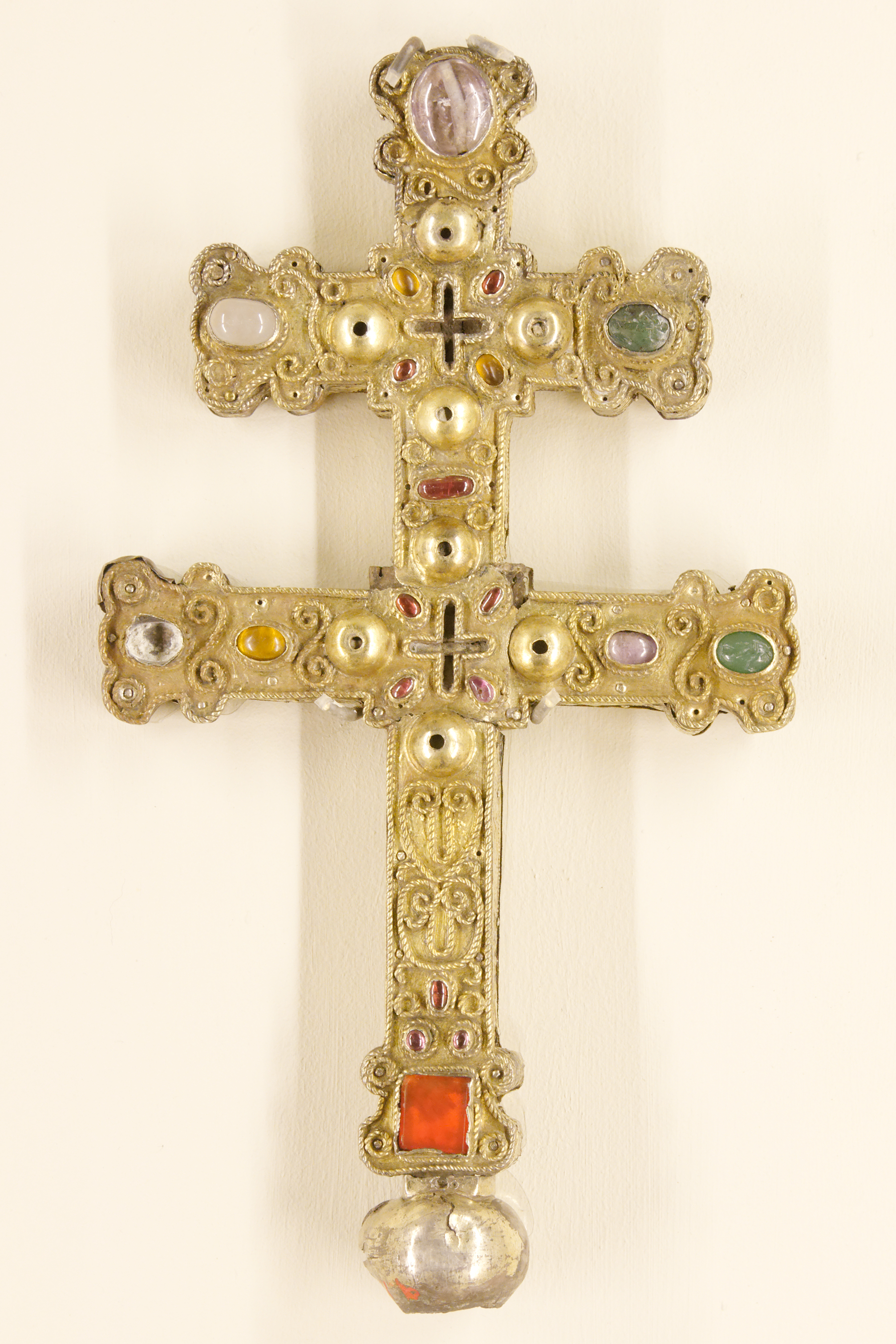
Krzyż patriarchalny – XIII-wieczny relikwiarz w paryskim Musée de Cluny
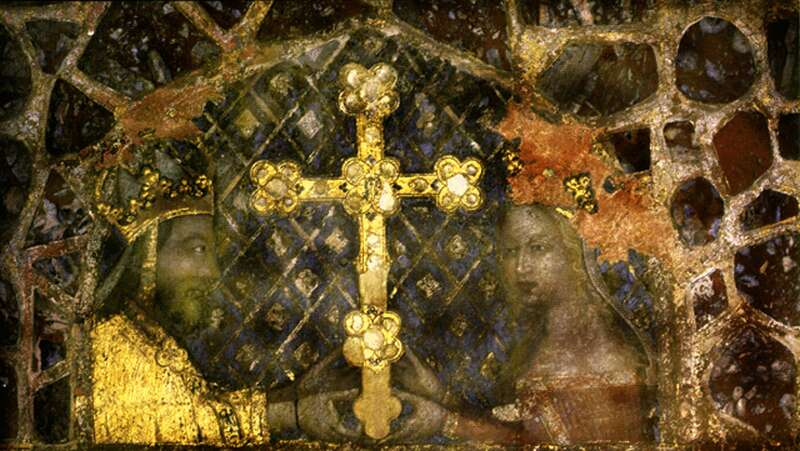
Scena egzaltacji Krzyża przez cesarza Karola IV Luksemburskiego i jego małżonkę Annę Świdnicką, Karlštejn, kaplica Św. Katarzyny
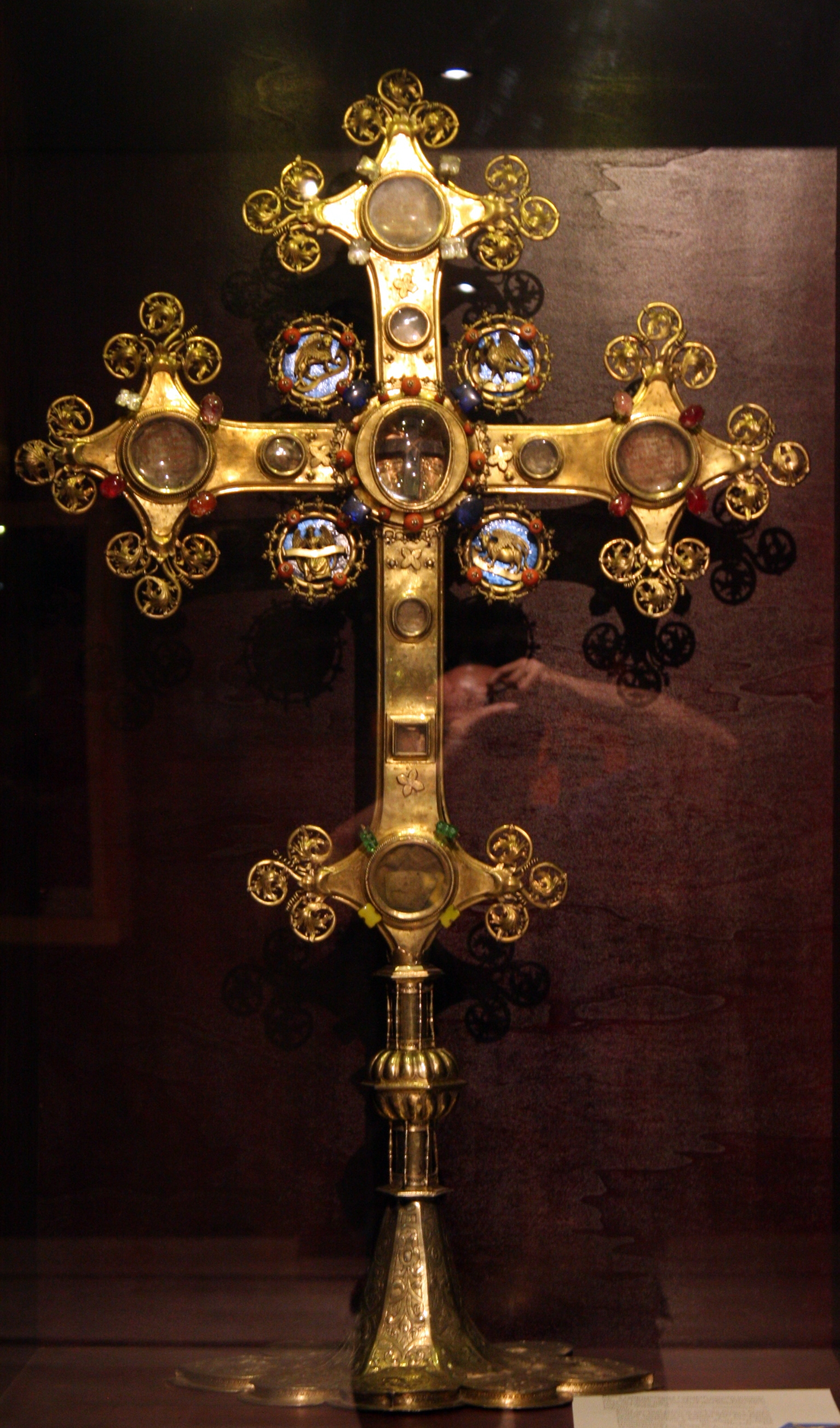
Krzyż relikwiarzowy (2 połowa XIV w.) z kościoła Św. Jakuba w Toruniu. Obecnie w Muzeum Diecezjalnym w Toruniu
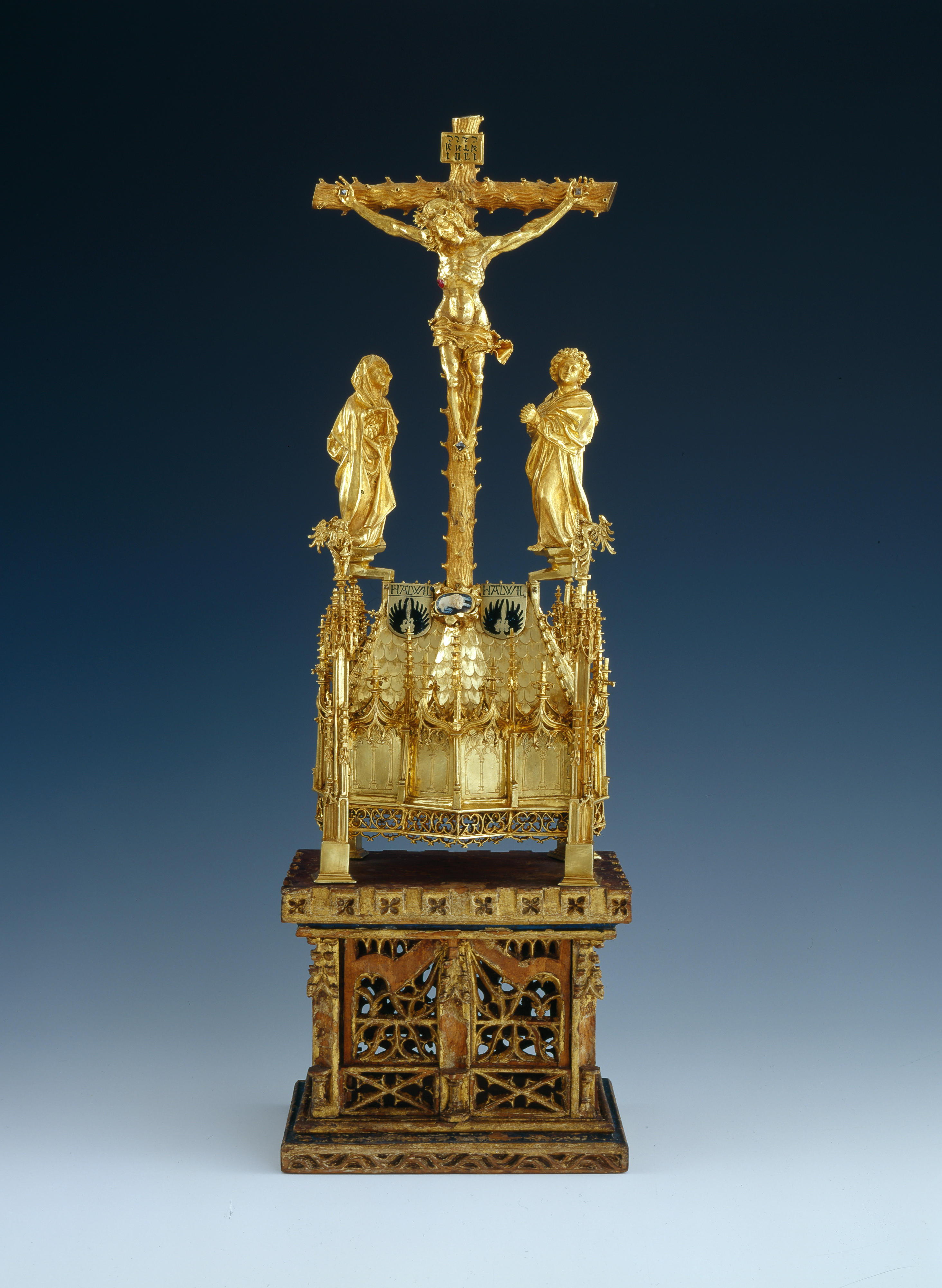
Późnogotycki krzyż ze skarbca katedry w Bazylei (pocz. XVI w.)
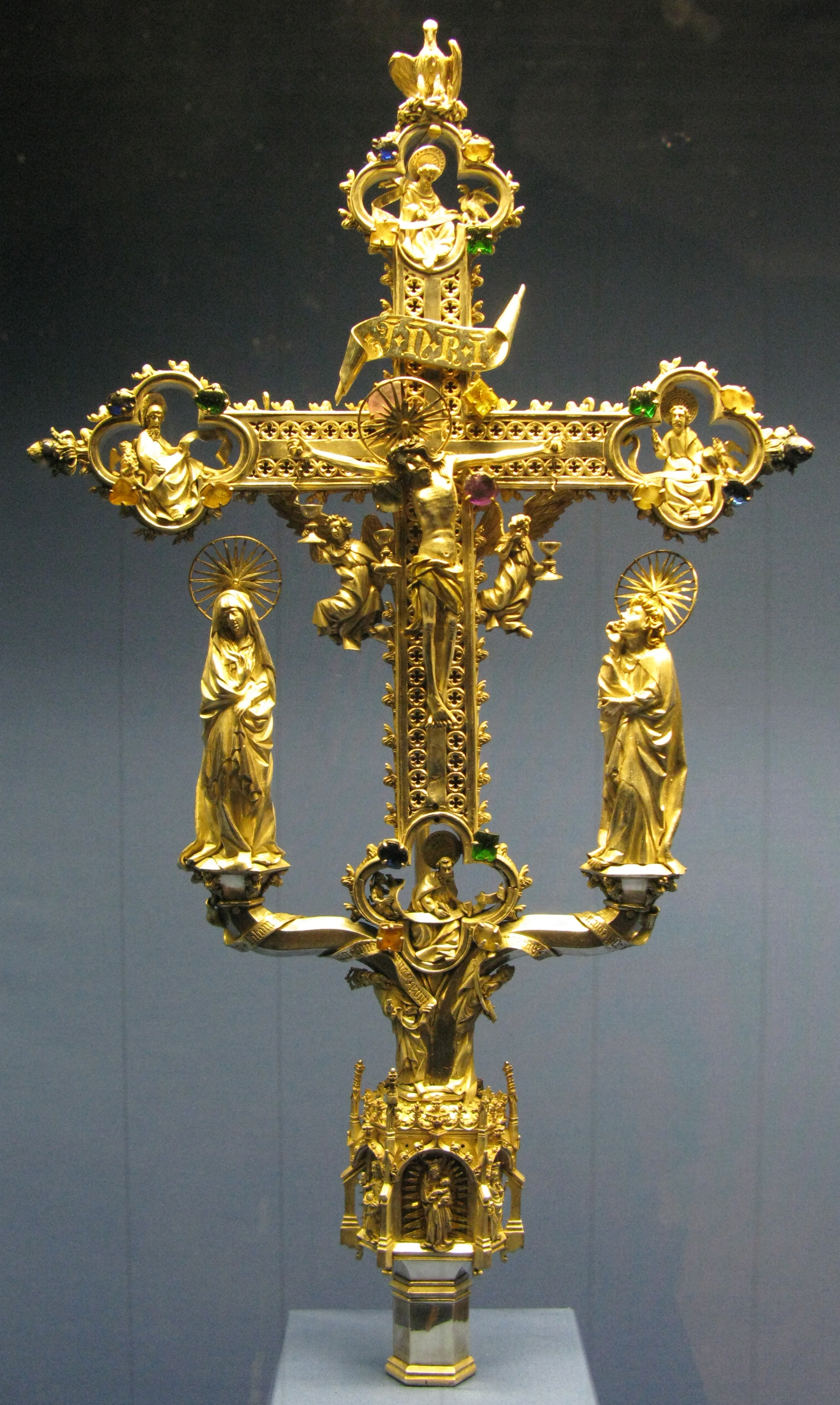
Krzyż z opactwa w Liebenau, zw. młodszy, ok. 1479 r.